# Wu Qinglong
Dans ce nom, le nom de famille, Wu, précède le nom personnel.
Wu Qinglong, (en chinois : 吴庆龙), né le 7 juillet 1965, à Liaoning, en Chine, est un joueur et entraîneur de basket-ball chinois. Il évolue durant sa carrière au poste d'arrière.